# Gabriel Porras
 (octobre 2016).
Si vous disposez d'ouvrages ou d'articles de référence ou si vous connaissez des sites web de qualité traitant du thème abordé ici, merci de compléter l'article en donnant les références utiles à sa vérifiabilité et en les liant à la section « Notes et références ».
Carlos Gabriel Porras Flores, né le 13 février 1968 à Mexico (Mexique), est un acteur mexicain connu pour avoir joué dans les telenovelas La casa de al lado et Corazón valiente.

## Biographie
De 2008 à 2013, il est marié à Sonya Smith (qui a joué le rôle d'une antagoniste dans Corazón valiente), avec qui il a une fille. Actuellement, il réside à Miami. Ils ont annoncé leur divorce en juin 2014. Maintenant il est en couple avec Alejandra Ortiz.

## Carrière
Il commence sa carrière artistique à la chaîne TV Azteca dans la telenovela Tres veces Sofía, aux côtés de Lucía Méndez. Il travaille aussi pour la chaîne Telemundo.
En 2010 il signe un contrat d'exclusivité avec Telemundo pour ¿Dónde está Elisa? dans lequel il incarne un avocat de plus de 38 ans. En 2013, il est l'un des acteurs principaux de la telenovela Los miserables.
En 2012-2013, il tient la vedette avec l'actrice Brenda Asnicar dans la telenovela Corazón valiente.
En 2013, il apparaît dans la telenovela Marido en alquiler de Telemundo. Puis au Mexique, on lui propose de participer à la telenovela El señor de los cielos.

## Filmographie

### Telenovelas
- 1998 : La casa del naranjo : Damián
- 1998-1999 : Tres veces Sofía : Germán Lizarralde
- 2000 : Todo por amor : Alejandro
- 2000-2001 : Tío Alberto : Pedro Franco
- 2002 : Por ti : José
- 2003 : Ladrón de corazones : Román
- 2003 : El alma herida : Juan Manuel
- 2004 : Prisionera : Daniel Moncada #2
- 2006 : Olvidarte jamás : Diego Ibarra
- 2006 : Campeones de la vida : Guido Guevara
- 2007 : Madre Luna : Leonardo Cisneros
- 2008 : Sin senos no hay paraíso : Fernando Rey
- 2008 : El rostro de Analía : Ricardo Montana, dit Ricky
- 2010 : ¿Dónde está Elisa? : Mariano Altamira
- 2011 : La reina del sur : Roberto Márquez, dit El Gato Fierros
- 2011 : La casa de al lado : Gonzalo Ibáñez / Iñaki Mora / Roberto Acosta
- 2012 : Corazón valiente : Miguel Valdez Gutiérrez
- 2013 : El señor de los cielos : Marco Mejía
- 2014 : Los miserables : Olegario Marrero, dit El Diablo / Raphaël Montes
- 2015-2016 : Bajo el mismo cielo : Carlos Martínez
- 2017 : La fan : Gabriel Bustamante
- 2017 : Jenni Rivera : Mariposa de Barrio : Pedro Rivera
- 2017 : Milagros de Navidad : José Vargas
- 2018 : Al otro lado del muro : Ernesto Martinez

### Films
- 1994 : Quimera
- 1995 : Próxima salida a 50 metros
- 1996 : Clandestinos
- 1999 : En un claroscuro de la Luna : Olegario
- 2001 : Perro negro : Moncho
- 2002 : Anacronías
- 2002 : Noche santa
- 2004 : Puerto Vallarta Squeeze
- 2004 : Zapato
- 2004 : El fin del sur : Emiliano Zapata
- 2005 : Reflejos
- 2005 : En el sofá
- 2005 : Mi nombre es Ringo : Ringo
- 2005 : La moral en turno
- 2006 : La reportera salvaje : José Luis Fernández
- 2006 : La vida inmune : Andrés
- 2007 : La misma luna de Patricia Riggen : Paco
- 2007 : Equinoccio y la pirámide mágica
- 2007 : Propiedad ajena : José Inés
- 2008 : al fin y al cabo : agent Wilson
- 2010 : Hunted by Night : Miguel
- 2012 : Unknowns : Détective Ramírez
- 2014 : Reaching the sea

### Émissions de télévision
- 1999 : Cuentos para solitarios : Javier
- 2002 : Feliz navidad, mamá : Mariano
- 2003 : El poder del amor

## Théâtre
- 2015 : Las quiero a las dos